# Jill Johnson

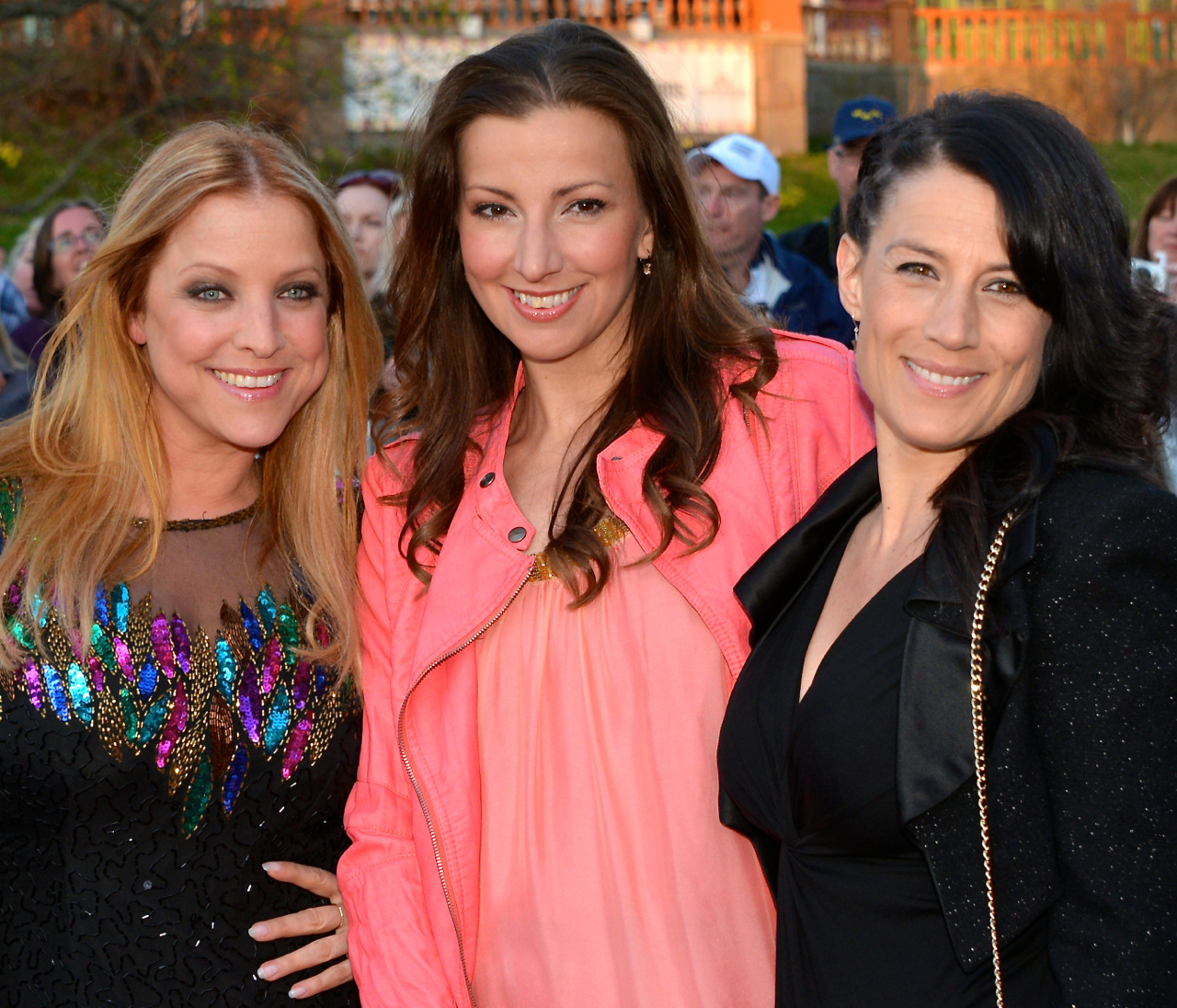
Shirley Clamp, Sonja Aldén och Jill Johnson i samband med invigningen av Abbamuseet den 6 maj 2013.

Jill Anna Maria Johnson, folkbokförd Johnsson, född 24 maj 1973 i Ängelholm, är en svensk countrysångerska och låtskrivare.

## Biografi

### Uppväxt och tidig karriär
Jill Johnson är född och uppvuxen i Ängelholm. Som 12-åring antogs hon som vokalist i en countrygrupp, Tomboola Band, som turnerade i Danmark och Norge. Hon debuterade på en countrygala i Danmark vid 14 års ålder. 1986 medverkade hon även i Barnens dags talangjakt, nya ansikten. Några år senare fick hon ett svenskt skivkontrakt som aldrig ledde till några större framgångar. Hon sjöng även på två låtar med dansbandet Jan Andys. Som 20-åring sjöng hon covers med ett band från Helsingborg då hon fick ett skivkontrakt med danska EMI, där samarbetet med den danske producenten Poul Bruun 1996 resulterade i hennes debutalbum Sugartree. Titelspåret blev en hitlåt i Danmark, och albumet gick in på första plats på danska topplistan.
1996 spelade hon in melodin "Kommer tid, kommer vår" i duett med Jan Johansen, och den blev en stor radiohit i Sverige. Med den fick hon för första gången in en melodi på Svensktoppen, och de två for ut på folkparksturné.
1997 uppträdde hon som gästartist med sången ”Hakuna matata” från Disneyfilmen Lejonkungen i TV-programmet Småstjärnorna. Hon reste även som fältartist med löjtnants grad till Bosnien 1997–1998 för att underhålla de fredsbevarande styrkorna.

### Genombrottet (1998–2003)
Det stora genombrottet kom med vinsten i den svenska Melodifestivalen 1998, där hon deltog med låten ”Kärleken är”, som vann över melodier från då etablerade artister som Nanne Grönvall och Myrra Malmberg, och slutade på 10:e plats i Eurovision Song Contest 1998. Sångtexten var inspirerad av stämningen efter det att prinsessan Diana omkom i en bilolycka i Frankrike den 31 augusti 1997, vilket fick stor uppmärksamhet i brittisk media. Den 10 maj 1998 släpptes hennes andra album, När hela världen ser på, och en framgångsrik turné följde.
I mitten av 1999 for Jill Johnson till Los Angeles för att skaffa material till sitt kommande album. I Sverige arbetade hon med Andreas Carlsson (som senare utsågs till "ASCAP Writer of the Year 2000"), berömd för att ligga bakom flera hitlåtar, bland annat "That's the Way It Is" av Céline Dion.
Den 30 november 2000 släpptes hennes tredje album, Daughter of Eve, med låtar som "Daughter of Eve" och "Secrets of My Life" och albumet fick bra kritik. Under andra halvan av år 2000 började hon tillsammans med låtskrivare utveckla sina idéer, till ett mer "eget" sound. Hon skaffade sig senare förlagskontrakt i Nashville, Scott Bagget, och 2002 resulterade det i albumet Good Girl. Samma år fick Jill Johnson även ta emot en platinaskiva i Danmark för soundtracket "Promise to Love Me", till den danska filmen Den enda rätta. 

### 2003 och framåt
Även om vinnarmelodin i Melodifestivalen 1998, "Kärleken är", var en pop-schlager-ballad, så är Johnson i första hand en countryartist. Detta märktes 2003 då hon igen deltog i den svenska Melodifestivalen, denna gång med den countryinfluerade pop-schlagerlåten "Crazy in Love". Bidraget slutade på fjärde plats i finalen i Globen, men blev en stor hitlåt, bland annat på Svensktoppen där reglerna ändrats just 2003, så att det tidigare kravet på sång på svenska slopats till förmån för sång på valfritt språk. Den låg också på flera andra radiolistor. Under åren efter det har hon turnerat och spelat in nytt material. Hon har flera gånger rest till den för countrymusik berömda staden Nashville.
I april 2003 släpptes samlingen Discography, med de 20 mest önskade melodierna sedan skivdebuten 1996. Albumet sålde guld på ett par månader, och Jill Johnson mottog även en Grammis för detta album i den 2003 inrättade kategorin "Årets schlager/dansband".
I mitten av 2003 for hon ut på turnén En tokkär turné, som drog mycket folk och fick bra kritik. Nästa framgång blev "Rhapsody in Rock" på Nya Ullevi inför 43 000 personer den 9 augusti 2003. Senare under 2003 for hon till Nashville för att färdigställa albumet Roots and Wings, som släpptes den 26 november 2003. Med sig på den sista resan inför albumsläppet hade hon ett filmteam, som gjorde en dokumentär om Jill Johnson som sändes i TV4 i januari 2004. Albumet fick bra kritik, och sålde guld på mindre än två veckor och platina kort därefter. DVD:n The making of Roots and Wings släpptes vid samma tidpunkt, på vilken tittaren får se från inspelningarna i Nashville. 
I april och maj 2004 åkte Johnson och hennes musiker runt på unpluggedturnén Roots and Wings i konserthus runt om i Sverige. Mycket publik kom, och de fick bra kritik för mixen av country och anekdoter från Nashville. I mitten av 2004 medverkade hon i Robert Wells turné Rhapsody in Rock. Samma år spelade hon även in melodin "Last Thing on My Mind" i en duett med Ronan Keating, och den blev populär i radio.
Senare under 2004 hade Disneyfilmen Home on the Range premiär i Sverige under titeln Kogänget och Jill Johnson sjöng då de svenskspråkiga versionerna av sångerna "Little Patch of Heaven" (som "Mitt paradis på Jorden") och "Will the Sun Ever Shine Again?" (som "Ska det nånsin bli sol igen?").
2005 var hon tillsammans med Mark Levengood programledare för finalen av Melodifestivalen 2005 i Globen. Den 23 mars 2005 släppte hon albumet Being Who You Are, som snabbt sålde guld och singlarna "God Bless a Girl in Love", "A Little Bit More" och "Baby You're Mine" låg länge högt på såväl singellistan som "Music Control". I mitten av 2005, med start den 1 juli i Skellefteå, genomförde hon en turné på 18 platser runtom i Sverige. I december 2005 släppte hon julalbumet The Christmas in You, som spelats in med musiker i Nashville. Albumet innehöll både nyskrivna melodier och hennes egna favoriter. I samband med detta gjorde hon en egen julshow i "Hasses Lada" i Båstad, samt var TV4:s så kallade "julartist" detta år.
År 2006 spelade hon sig själv i långfilmen Heartbreak Hotel av Colin Nutley, och i samband med det släpptes även EP:n med samma namn. I mitten av 2006 for hon ut på turnén Rocktåget med Thomas Ledin och Andreas Johnson.
Den 25 oktober 2006 släppte hon albumet The Woman I've Become, som inledde samarbetet med Nashvilleproducenten Nathan Chapman och hans musiker. Flera låtar skrevs av och med kvinnor, där vardagliga händelser ofta låg till grund för sångtexterna. Inom Nashvilles musikliv var intresset för albumet stort, bland annat medverkade Buddy Miller, Rebecca Lynn Howard, Lauren Lucas, Stephanie Chapman och Pat Mc Laughlin som körsångare. "Cowboy Up" blev första singel ut. En annan låt på albumet hon skrev, "Too Late to Be Drinkin'", har senare fått en text på svenska av Chris Andersen, "För sent för ett glas", som spelats in av dansbandet Sannex.
Den 28 november 2007 släppte hon Music Row, ett coveralbum inspelat i Nashville. Albumet, som sålde guld i Sverige, innehöll tre duetter: "Why'd You Come in Here Lookin' Like That" med Nina Persson, "Tumbling Dice" med Kim Carnes och "To Know Him Is to Love Him" med Lisa Miskovsky. Första singel ut, och den stora hitlåten från albumet, var dock "Angel of the Morning". I samband med albumets utgivning turnerade hon också.
Den 28 oktober 2008 släppte hon albumet Baby Blue Paper, som också det följdes av konsertturné, Baby Blue Paper Unplugged Tour 2009, i början av 2009. Den 28 oktober 2009 släppte hon coveralbumet Music Row II, som följdes av konsertturné 2010. Den 27 oktober 2010 släppte hon samlingsboxalbumet The Well-Known And Some Other Favourite Stories. Den 28 september 2011 släpptes albumet Flirting with Disaster som följs av en konsertturné under våren 2012. 2011 släppte hon även julalbumet Välkommen jul, samt medverkade i SVT:s Luciafirande den 13 december där hon framförde sångerna "Away in a Manger" och "I väntan på julen" ("Greensleeves").
Under sommaren 2012 genomfördes en liten "Sommer Set Tour" baserad på föregående album, men även med nya låtar från kommande album. Den 7 november 2012 släpptes 17:e albumet A Woman Can Change Her Mind. Under våren 2013 gjorde Jill Johnson 8 exklusiva spelningar på åtta specifika orter. I januari 2014 hade Jill Johnson premiär på sin första egna krogshow Jill på Hamburger Börs i Stockholm. Vid samma tid, i början av 2014, sändes programserien Jills veranda på SVT1. De sex programmen var inspelade i Nashville med Jill som värdinna och svenska artister som gäster. Hon vann Kristallen 2014 som "årets kvinnliga programledare". Jills veranda fick två uppföljande säsonger som sändes 2015 och 2017. Livemusiken från Jills veranda släpptes även på tre separata musikalbum.
År 2019 släppte Johnson bland annat singeln "Is It Hard Being A Man?" som vecka 14 gick in på Svensktoppen. Det var hennes första låt på tre år som gick in på listan. Samma år åkte Johnson ut på en klubbturné. Turnén som hade namnet "My Remedy Tour" gästade 15 städer och hade premiär 8 mars på KB i Malmö. Den 18 augusti 2019 var Jill Johnson värd för Sommar i P1.
Johnson spelar rollen som Camilla i tv-serien Udda veckor som är planerad att sändas på Discovery+ under våren 2021. Det blir första gången som hon spelar en fiktiv roll.

## Privatliv
Jill Johnson var från 1999 till 2017 gift med musikern Håkan Werner och har bott i Vänga i Fristad utanför Borås. Paret separerade i början av 2016. Tillsammans har paret två döttrar. Jill har sedan 2018 en relation med organisationspsykologen Mattias Elg.

## Utmärkelser och priser
- Medaljen Litteris et Artibus i guld 2021 för framstående konstnärliga insatser inom svenskt musikliv[13]
- 2003 – Grammis för Discography i kategorin "Årets schlager/dansband"
- 2003 – Ulla Billquist-stipendiet
- 2014 – Kristallen som "Årets kvinnliga programledare"
- 2014 – Kristallen för Jills veranda i kategorin "Årets realityprogram"
- 2016 – Edvardpriset 2016

## Framträdanden (urval)
- 1996 – Folkparksturné med Jan Johansen. De hade en hit ihop med sången en "Kommer tid, kommer vår, som spelades flitigt i svensk radio det året.
- 1998 – Låten "Kärleken är" vinner den svenska Melodifestivalen 1998, deltar i Eurovision Song Contest, gästartist vid Robert Wells turné Rhapsody in Rock, uppträder vid Amnesty-galan och jubileumsgalan Länge leve musiken
- 1999 – På turné med Björn Skifs, sjunger vid invigningen av polis- och brandmannaspelen i Stockholm och medverkar vid insamlingsgalan för Världens Barn.
- 2000 – Tävlar i SVT:s Bumerang
- 2003 – Deltar i den svenska Melodifestivalen 2003, gör sommarturnén En tokkär turné och deltar i Nordisk julkonsert 2003.
- 2004 – Gästartist i SVT:s På spåret, gör konserthusturnén Roots and Wings Unplugged och deltar i Robert Wells turné Rhapsody in Rock.
- 2005 – Programledare i finalen av Melodifestivalen 2005, gör sommarturnén "Being Who You Are", medverkar i Frank Sinatra- och Putte Wickman-konserter tillsammans med bland andra Anders Berglund, gör Jills julshow i Hasses Lada.
- 2005 – Sjunger julsånger i Jills jul i TV4 6 december och sjunger i Bingolotto 11 december i samband med julalbumet The Christmas in You.
- 2006 – Jill gästar Tomas Ledins Rocktåget under mitten av året.
- 2007 – Konserthusturnén The Woman I've Become, Julshow på Bökeberg utanför Svedala.
- 2008 – Konserthusturnén Music Row.
- 2009 – Konserthusturnén Baby Blue Paper, Julshow i Vinterträdgården på Grand Hotel i Stockholm.
- 2010 – Konserthusturnén Music Row II.
- 7 juli 2010 – Sommarpratare i SR P1. [14]
- 2011 – Gästturné Hv blåå Duett med Johan Lusth. I North Bank Supporters Lokal i Jönköping
- 2012 – Var med i Skavlan tillsammans med Lionel Richie
- 2012 – Konserthusturnén Flirting with Disaster under våren
- 2013 – SVT-inspelning på Stora Teatern i Göteborg En helkväll med Jill Johnson, som sändes 31/8 2013
- 2013 – Åtta specialkonserter i april på åtta olika orter i södra Sverige
- 2013 – Fyra spelningar under sommaren i Gävle, Norrtälje (Marholmen), Nora och Ängelholm
- 2014 - Jills Veranda säsong 1
- 2015 - Jills Veranda säsong 2
- 2016 - Konserthusturnén For you I'll wait
- 2016 - medverkan i Så mycket bättre på TV4
- 2017 - Stor Las vegas show på The Theatre i Göteborg.
- 2017 - Jills Veranda säsong 3
- 2018 - "That's Life" turné
- 2019 - "My Remedy Tour" turné
- 2019 - medverkan i Så mycket bättre på TV4
- 2021 – Udda veckor (TV-serie)

## Diskografi

### Album
- 1996 – Sugartree
- 1998 – När hela världen ser på
- 2000 – Daughter of Eve
- 2002 – Good Girl
- 2003 – Discography
- 2003 – Roots and Wings
- 2005 – Jill Johnson
- 2005 – Being Who You Are
- 2005 – The Christmas in You
- 2006 – The Woman I've Become
- 2007 – Music Row
- 2008 – Baby Blue Paper
- 2009 – Music Row II
- 2010 – The Well-Known And Some Other Favourite Stories
- 2010 – Baby Blue Paper Live
- 2011 – Flirting with Disaster
- 2011 – Välkommen jul
- 2012 – A Woman Can Change Her Mind
- 2013 – Duetterna
- 2014 – Livemusiken från Jills veranda
- 2014 – Songs for Daddy
- 2015 – Livemusiken från Jills veranda - Säsong 2
- 2015 – In Tandem (med Doug Seegers)
- 2016 – For You I'll Wait
- 2017 – Christmas Island
- 2017 – Livemusiken från Jills veranda - Säsong 3
- 2019 – My Remedy

### Singlar
- 1995 – "Shake the Sugartree"
- 1996 – "All Kinds of People"
- 1997 – "Jag har havet ett stenkast ifrån mig"
- 1998 – "I'll Be There"
- 1998 – "Kärleken är"
- 1998 – "När hela världen ser på"
- 1998 – "Tell Me Why"
- 1999 – "Mother's Jewel"
- 2000 – "Secrets of My Life"
- 2000 – "It's Only You"
- 2001 – "Jump in a Car"
- 2002 – "What's Wrong with You"
- 2002 – "Luckiest People"
- 2002 – "Just Like You Do"
- 2002 – "Eternal Love (Kärleken är)"
- 2002 – "Christmas on My Own"
- 2003 – "Crazy in Love"
- 2003 – "Can't Get Enough of You"
- 2004 – "Hopelessly Devoted"
- 2004 – "Oh, vilken härlig da'"
- 2004 – "God's Gift"
- 2005 – "God Bless a Girl in Love"
- 2005 – "A Little Bit More"
- 2005 – "The Christmas in You"
- 2006 – "Heartbreak Hotel"
- 2006 – "Cowboy Up"
- 2007 – "Angel of the Morning"
- 2008 – "Jolene" (digital singel till svensk radio)
- 2008 – "Top of the World"
- 2009 – "It's a Heartache"
- 2011 – "Flirting with Disaster"
- 2011 – "Christmas With You"
- 2012 – "A Woman Can Change Her Mind"
- 2014 – "Clockwork"
- 2014 – "The Whiskey's Working"
- 2015 – "Boulder To Birmingham" (med Doug Seegers)
- 2016 – "The Burden"
- 2016 – "Open Your Heart"
- 2016 – "Benen i kors"
- 2016 – "Your Grace"
- 2016 – "I'm Gonna Die Without You"
- 2016 – "Gotta Love Me More"
- 2016 – "Himlen Är Oskyldigt Blå"
- 2016 – "Walk"
- 2017 – "This Is Your Last Song"
- 2017 – "Rodeo"
- 2019 – "My Remedy"
- 2019 – "Is It Hard Being A Man?"
- 2019 – "Aqualung"
- 2019 – "Are You Ready"
- 2020 – "Miles of Blue (feat. Robin Stjernberg)"
- 2020 – "When I Get Older"

## Melodier på Svensktoppen
- 1996 – "Kommer tid, kommer vår" (duett med Jan Johansen)
- 1998 – "Kärleken är"
- 2003 – "Crazy in Love"
- 2003–2004 – "Can't Get Enough of You"
- 2004 – "You Can't Love Me too Much"
- 2005 – "God's Gift"
- 2005 – "God Bless a Girl in Love"
- 2005 – "Baby You're Mine"
- 2006–2007 – "Baby Don't Go"
- 2008–2009 – "Top of the World"
- 2010–2011 – "Stumble and Fade Away"
- 2011 – "Song to Heaven"[15]
- 2014 – "Lycklig att du lever" (duett med Sanne Salomonsen)[16]
- 2016 – "Open Your Heart"
- 2019 – "Is It Hard Being A Man?"[17]

### Testades på Svensktoppen men missade listan
- 1998 – "Jag har havet ett stenkast från mig"
- 1998 – "När hela världen ser på"
- 1998 – "Det här är mitt hem"